# Neil Taylor
Neil John Taylor (* 7. Februar 1989 in Ruthin) ist ein walisischer ehemaliger Fußballspieler. Der linke Außenverteidiger entstammt der Jugendabteilung von Manchester City, wechselte jedoch bereits im Alter von 16 zum unterklassigen FC Wrexham.

## Karriere

### Jugend
Taylor, der indischer Abstammung ist, begann seine Karriere in der Nachwuchsabteilung von Manchester City. Nach sieben Jahren dort zwang ihn eine Verletzung im Jahre 2005, den Verein zu verlassen. Trotz einiger Angebote von weiteren britischen Spitzenklubs entschied sich Taylor im Alter von 16 für den FC Wrexham, dessen Profimannschaft zu dieser Zeit in der Football League Two spielte und nur ca. 30 Kilometer von seiner Heimatstadt Ruthin entfernt ist.
Im Sommer 2007 unterzeichnete er seinen ersten Profivertrag und rückte zeitgleich in die erste Mannschaft vor. In seiner ersten Saison kam er wettbewerbsübergreifend auf 27 Einsätze für die Red Dragons. Direkt nach dieser Spielzeit verlängerte er seinen Vertrag bis zum Ende der Saison 2009/10.

### Swansea City
Seinen Vertrag in Wrexham verlängerte Taylor in der Folge nicht und wechselte im Sommer 2010 ablösefrei zu Swansea City. Allerdings war Taylor beim Wechsel jünger als 24, sodass dem FC Wrexham eine Vergütung zustand. Nach ersten gescheiterten Verhandlungen einigte man sich angesichts eines drohenden Gerichtsverfahrens auf einen Vergleich in Höhe von 150.000 Pfund samt 10 % aller zukünftigen Transfererlöse. Bei den Swans erspielte Taylor sich direkt einen Stammplatz und absolvierte in der ersten Spielzeit 29 Ligapartien, die am Ende in den Play-off-Sieg gegen den FC Reading und den damit verbundenen Aufstieg in die Premier League mündeten. Im Sommer 2011 schlug Taylor ein Angebot von Newcastle United aus, die bereit waren, die festgeschriebene Ablösesumme in Höhe von einer Million Pfund zu bezahlen, indem er seinen Vertrag bei Swansea City verlängerte.
Nachdem sich die Mannschaft in den ersten beiden Spielzeiten in der höchsten englischen Spielklasse gehalten hatte, gelang in der Saison 2012/13 gar der Gewinn des League Cups – allerdings ohne Taylor. Dieser zog sich bereits im September 2012 einen mehrfachen Knöchelbruch zu, musste operiert werden und fiel bis zum Ende der Saison aus. Zudem verlängerte er seinen Vertrag bei den Swans bis zum Ende der Saison 2015/16. Diese beendeten die Waliser auf dem 12. Platz.

### Aston Villa
Nach zunehmender Konkurrenz auf der Linksverteidigerposition durch Stephen Kingsley und Martin Olsson wechselte er zum Abschluss der Wintertransferperiode Ende Januar 2017 zum damaligen Zweitligisten Aston Villa. Taylors Wechsel war Teil eines Tauschgeschäfts zwischen den beiden Vereinen, wobei Swansea City darüber hinaus eine geschätzte Ablösesumme von fünf Millionen Pfund für die Dienste des ghanaischen Nationalspielers Jordan Ayew zahlte. Taylor war maßgeblich daran beteiligt, dass Aston Villa nach Ablauf der Saison 2018/19 in die Premier League aufstieg. Sein Engagement bei Aston Villa endete nach Ablauf der Saison 2020/21.

### Middlesbrough
Nach einigen Monaten ohne Verein unterschrieb Neil Taylor beim englischen Zweitligisten FC Middlesbrough, der vorerst nur bis Januar 2022 galt. Nach Ende der Saison beendete er seine Karriere.

### Nationalmannschaft
Nachdem Taylor diverse Jugendauswahlen durchlaufen hatte, debütierte er im Mai 2010 im Freundschaftsspiel gegen Kroatien für die A-Nationalmannschaft von Wales. Danach musste er allerdings ein Jahr auf seinen nächsten Einsatz warten, bestritt dann aber sieben Spiele in Folge, darunter die letzten vier Spiele in der Qualifikation für die EM 2012, die die Waliser aber verpassten.
Stattdessen nahm er im Sommer 2012 unter Trainer Stuart Pearce für das Team GB als einer von fünf Walisern an den Olympischen Sommerspielen 2012 teil und kam dort in allen Partien zum Einsatz. Die Briten scheiterten aber im Viertelfinale im Elfmeterschießen am späteren Bronzemedaillengewinner Südkorea, wobei er aber nicht zu den Schützen gehörte. Nach den Olympischen Spielen musste er wieder ein Jahr auf seinen nächsten Einsatz für Wales warten. In der Qualifikation für die WM 2014, die die Waliser wieder verpassten, kam er daher nur in den beiden letzten Spielen zum Einsatz. Danach war er Stammspieler und wurde bei der Qualifikation für die EM 2016 nur im letzten Spiel nicht eingesetzt. Da stand aber die erste EM-Endrundenteilnahme der Waliser schon fest, für die dies die erste Teilnahme an einem großen Fußballturnier seit  der WM 1958 ist.
Er wurde dann auch als Stammspieler in das Aufgebot von Wales für die Endrunde in Frankreich aufgenommen und stand bei allen sechs Turnierpartien über die volle Spielzeit auf dem Platz. Im dritten Vorrundenspiel gegen Russland gelang ihm sein erstes Tor für die walisische Auswahl: In der 20. Minute schoss er das 2:0, die Partie endete 3:0. Das Team erreichte als EM-Neuling das Halbfinale.